# Deltote roseopicta
Deltote roseopicta is een vlinder uit de familie van de uilen (Noctuidae). De wetenschappelijke naam van deze soort is voor het eerst voorgesteld als Lithacodia roseopicta door William Warren in een publicatie uit 1913.
De soort komt voor op Java.